# IC 3576
IC 3576 — галактика типу Sm (змішана спіральна галактика) у сузір'ї Діва.
Цей об'єкт міститься в оригінальній редакції індексного каталогу.